# Dystrykt Masaiti
Dystrykt Masaiti – dystrykt w Zambii w Prowincji Copperbelt. W 2000 roku liczył 95 581 mieszkańców (z czego 51,15% stanowili mężczyźni) i obejmował 19 792 gospodarstw domowych. Siedzibą administracyjną dystryktu jest Masaiti.